# Dipteris horsfieldii
Dipteris horsfieldii là một loài dương xỉ trong họ Dipteridaceae. Loài này được R. Br. ex Hook. Bedd. mô tả khoa học đầu tiên năm 1869.